# Lotzorai
Lotzorai är en ort och kommun i provinsen Nuoro i regionen Sardinien i Italien. Kommunen hade 2 157 invånare (2017).